# Lettres à sa famille
Lettres à sa famille est un essai de l'écrivain Roger Vailland, un témoignage autobiographique publié à titre posthume en 1972.

## Introduction
Le ton des lettres qu'il adresse à son père est foncièrement différent de celui qu'il prend pour écrire à sa mère ou à sa sœur avec qui il joue 'le grand frère' protecteur. Témoins les trois exemples suivant :
« ... quand je pense à vous, c'est comme à quelque chose de très calme et de très sûr, auprès duquel je pourrais aussi me réfugier si je n'en pouvais plus. »
(Lettre à sa mère du 12 octobre 1929)
« ... chercher sa voie au milieu d'une espèce de vertige me paraît absolument nécessaire lorsqu'on veut dépasser l'état d'homme... »
(Lettre à son père du 2 juin 1928)
« ... Ne me faut-il pas deux noms à moi qui mène une étonnante vie en partie double, tantôt avec des surréalistes et des métaphysiciens du 'Grand Jeu', tantôt avec les plus tristes fripouilles du monde... Très balzacien. » »
(Lettre à sa sœur Geneviève, printemps 1929, lettre écrite sur un ton badin mais qui dépeint bien son ambivalence, sa 'double vie' de l'époque)
Les lettres publiées, que ce soit dans l'ouvrage dirigé par Max Chaleil paru en 1970 ou dans l'essai nécessairement plus complet Lettres à sa famille paru en 1972, ne sont qu'un choix effectué sur un ensemble beaucoup plus important. Elles sont bien sûr réputées être les plus importantes du point de vue de l'éclairage qu'elles apportent à la connaissance de l'homme et de son œuvre. Elles pourront aussi être complétées par des lettres de cette époque que Vailland écrivit à son professeur René Maublanc et à ses amis 'simplistes' du Grand Jeu, surtout à Roger Gilbert-Lecomte dont les plus intéressantes ont été insérées dans les Écrits intimes paru en 1968.

## La présentation deMax Chaleil

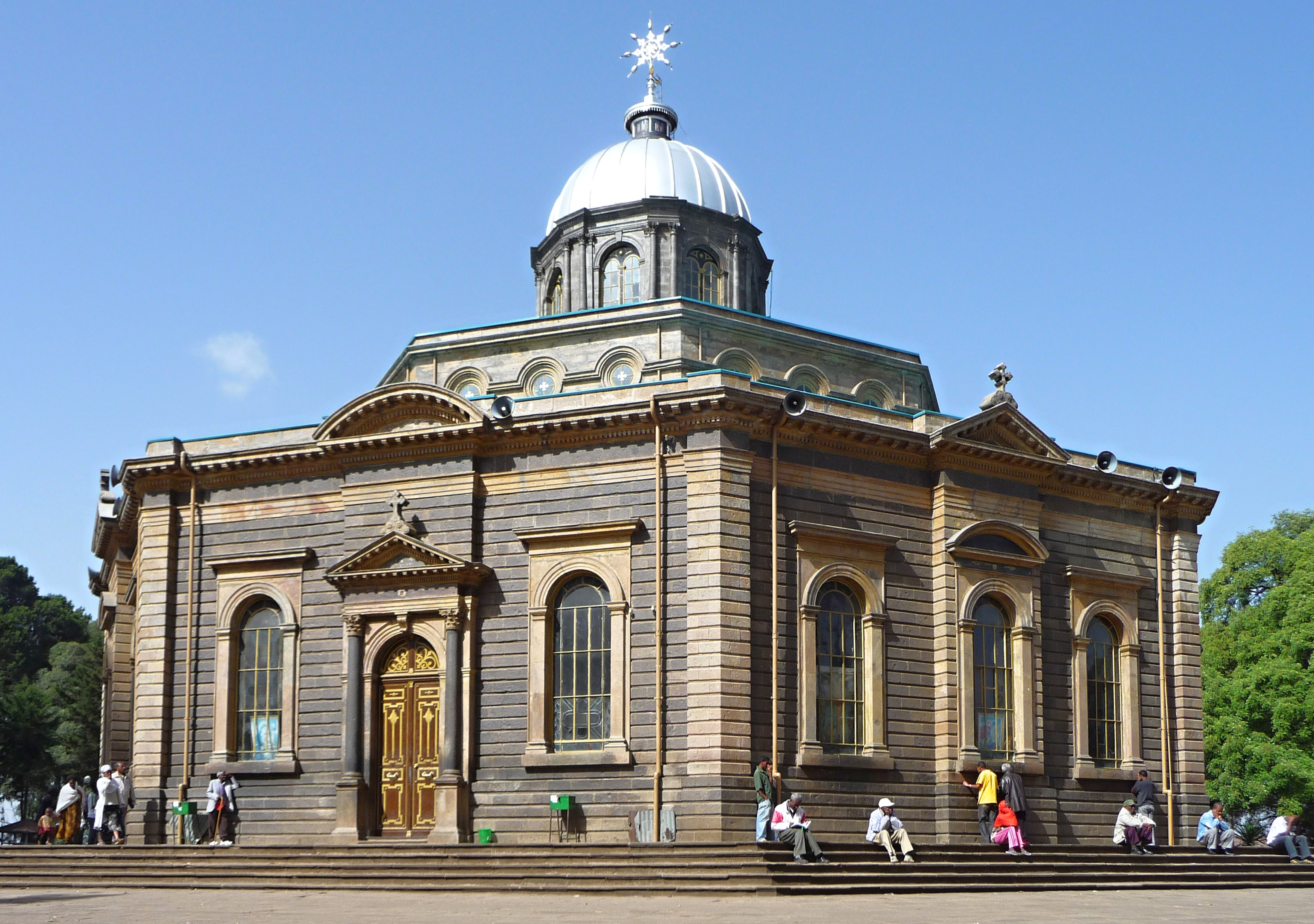
La cathédrale St Georges où Vailland assiste au couronnement de Hailé Sélassié Ier en novembre 1930

Pendant plus de vingt ans, de 1923 à 1944, Roger Vailland a écrit plus de 250 lettres à sa famille, à son père, sa mère et sa sœur Geneviève, source irremplaçable d'informations sur sa vie d'alors et ses relations familiales 'vues de l'intérieur'. Ceci est d'autant plus intéressant que les Écrits intimes publiés en 1968 nous renseignent peu sur cette période de sa vie. À partir de 1926, il a 19 ans, sa famille part s'installer à Antibes et Roger Vailland reste donc seul à Paris, n'ayant plus dans la capitale que sa grand-mère maternelle chez qui il vivra quelque temps.
Ses lettres, pour pudiques qu'elles soient généralement, nous renseignent sur la vie qu'il mène, sa 'saison surréaliste', sa liaison avec Marianne Lams en 1927 dite 'Mimouchka', les voyages du jeune journaliste à Prague, en Abyssinie sur les pas de son idole Arthur Rimbaud, « la fuite dans le rêve et le rêve de fuite ».
Les relations de Vailland avec sa famille sont de type attraction-répulsion, image d'un milieu petit bourgeois rémois confiné, contradictoires entre la confiance, l'indulgence qui se dégage de cette correspondance et le portrait acerbe, sans concession qu'il fera du père dans son roman Un jeune homme seul. 'Les Lettres' nous montrent une grande complicité entre le père et le fils, un père qui forme Roger aux auteurs classiques qui joueront un grand rôle dans sa conception de l'organisation d'un texte, dans son architecture, dans le goût du fils pour les mathématiques et la botanique.
Après la mort du père en 1943, il cessera tout contact avec sa mère, lui reprochant d'avoir bridé son père dans ses espoirs et sa carrière. Lui ne voudra aimer « que les filles-fleurs ou des femmes complices et souveraines, des 'licornes'. » Au lendemain de la guerre, il a appris que « la vie prend une saveur pour qui la risque, un sens, une force. » Le décalage est grand entre la teneur de cette correspondance et Un jeune homme seul où Vailland écrit Max Chaleil « remodèle son passé, s'invente une nouvelle adolescence. »

## Synthèse et contenu
Les 27 lettres présentées dans l'ouvrage Entretiens, Roger Vailland sont les suivantes : 
- Les lettres à sa sœur  : le 17 octobre 1926, en 1928, en 1929 et en 1930;
- Les lettres à son père : en décembre 1926, en février 1927, en septembre 1927 (de Prague), le 2 juin 1928, en 1928, en octobre 1928, fin 1928/début 1929, en 1933, le 25 avril 1936 (réponse de son père en avril 1936)
- Les lettres à sa mère de Prague en octobre 1927, le 15 octobre 1928, en 1929, le 12 octobre 1929, en novembre 1929, en 1930, en mai 1930, le 8 novembre 1930 (d'Addis Abéba), le 29 février 1932, en décembre 1933 (pour Noël), en décembre 1944, le 29 décembre 1944 (de Tilburgh en Hollande);
- en complément : 
  - Lettre à Claire Roy du 20 août 1948 (de Sceaux où il habitait alors)
  - Lettre ouverte du 20 mai 1952 au ministre de l'éducation nationale après l'interdiction de sa pièce Le Colonel Foster plaidera coupable.

## L'enfant couvert de femmes

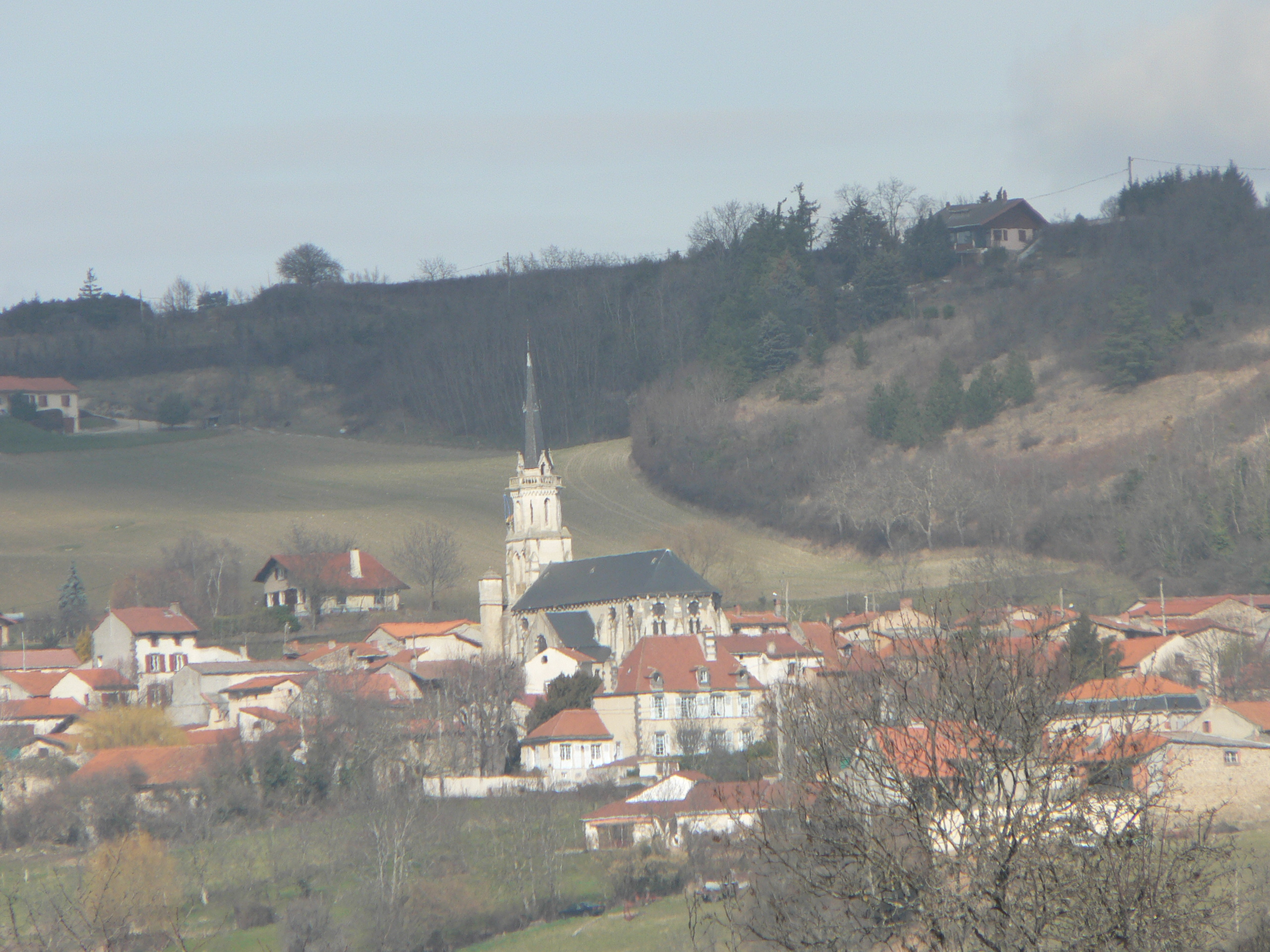
Vue du village de Teilhède

Ce témoignage de sa sœur Geneviève fait écho aux lettres qu'il lui a envoyées à l'époque de leur jeunesse.

Elle est frappée du contraste entre ses souvenirs, les lettres qu'elle a reçues de son frère et la transposition, la reconstruction a posteriori qu'elle constate dans son roman Un jeune homme seul ou dans les Écrits intimes parus en 1968. Leur père a sans doute été frustré dans ses rêves d'avenir par deux événements qui ont contrarié son cours : l'arrêt de ses études, il ne fera jamais polytechnique et sera géomètre-expert, il ne retournera pas non plus à Madagascar et se contentera de son cabinet de géomètre, d'abord à Acy-en-Multien, bourg obscure vers Meaux où naîtra Roger puis Reims dans une ville ravagée par la guerre.
L'enfant vit entre sa mère, sa grand-mère maternelle qui est avec eux et sa grand-mère paternelle qui leur rend fréquemment visite. « C'était l'enfant-roi, commente Geneviève, un enfant adoré que l'on choyait... » Pendant la guerre, le père est mobilisé à Dunkerque. Il veut avant tout éloigner sa famille de Paris. Les deux enfants mèneront une vie insouciante d'abord au Pavillon, à Villejust près de Monthléry puis dans la famille à Teilhède en Auvergne. Avec sa sœur, il prend l'habitude de faire de longues promenades à travers les bois, dans la campagne. En 1919, la famille quitte Paris pour Reims où tout est à reconstruire. Le père va s'occuper de l'éducation de ses enfants. Il donnera à Roger le goût des mathématiques, de la botanique, l'appétence pour les auteurs classiques qui le marqueront pour toujours et le goût pour les voyages par les récits que faisait son père de son séjour à Madagascar

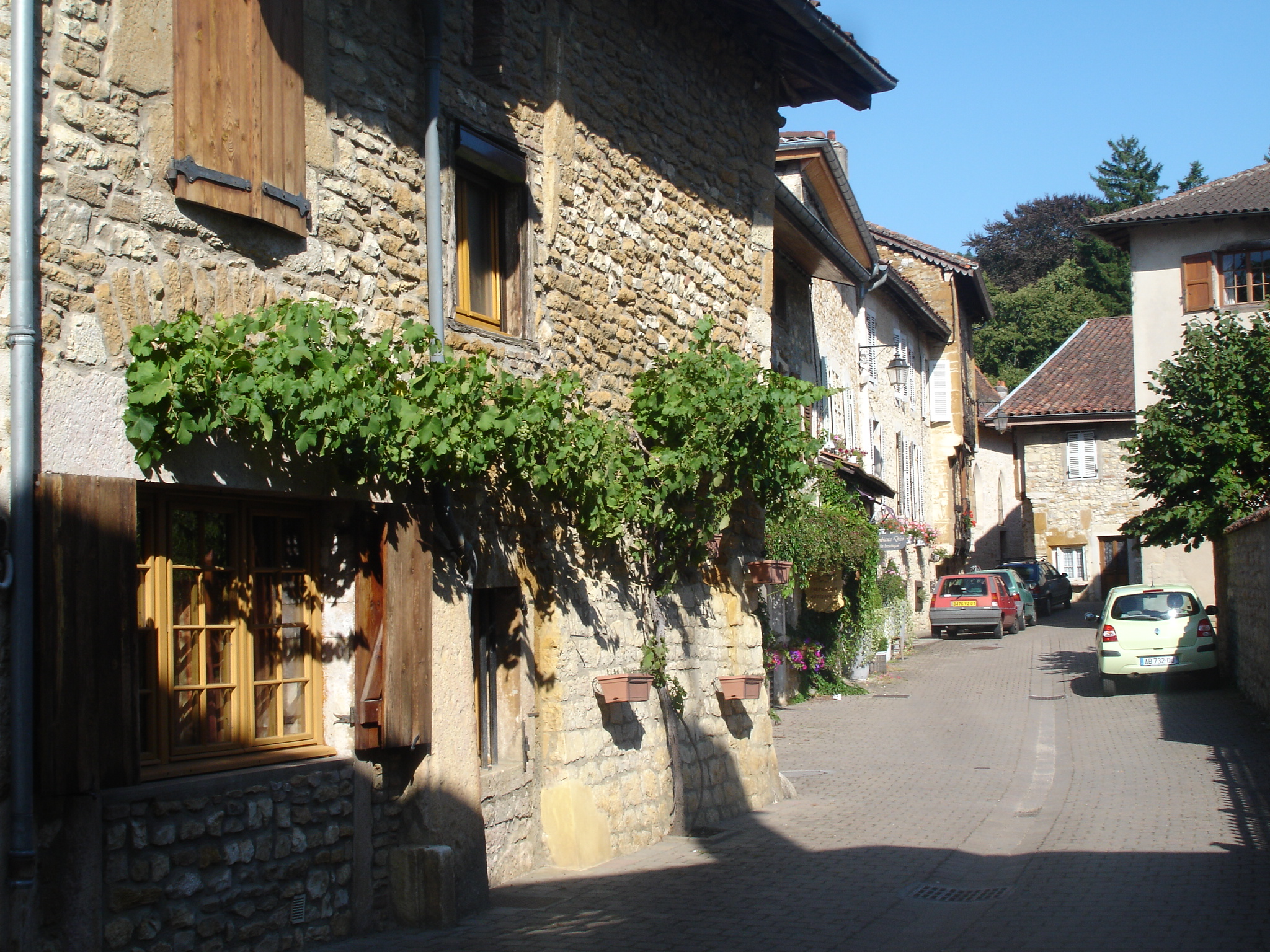
Vue de Meillonnas

Roger est un enfant plutôt malingre et il en souffre. Le sport l'intéresse peu, à part le cyclisme – dont il gardera une vive passion. Il fera un peu de boxe pour 's'endurcir' mais résultat très probant. À propos de son roman Un jeune homme seul où dans la première partie il égrène nombre de détails biographiques, il écrira à sa sœur dans la dédicace de l'exemplaire qu'il lui remet : « À Geneviève, ce  roman  qui voudrait enseigner comment on perd et on retrouve son cœur. » Il souligne le mot 'roman' pour bien marquer la différence entre réalité et fiction littéraire. L'attirance de Roger pour la littérature classique  -surtout Corneille et Shakespeare- lui vient de son père et de sa grand-mère maternelle qui lui constitue peu à peu une belle bibliothèque. Ses relations avec son père que sa sœur évoque dans cette interview, Roger n'en parlera jamais. Pourtant, leur père aimait lier connaissance, discuter avec les gens, les paysans pendant les vacances, comme Roger fera à son tour dans l'Ain, aussi bien aux Allymes qu'à Meillonnas. Même si par la suite des heurts se produisent avec son père, l'affection ne s'altère pas, leur correspondance le démontre, même après la séparation quand Roger est resté à Paris, elles continueront à donner l'impression d'harmonie familiale.
Lors d'un voyage à Prague en 1927, Vailland envisage déjà d'y consacrer quelques reportages. Dans sa correspondance, « il note ses impressions de voyage qui sont autant de petits reportages » dit sa sœur. Au retour, il rencontre Mimouchka et aux vacances de Pâques 1928, il annonce à ses parents sa décision de l'épouser. Refus du père : trop jeune, pas de situation. Furieux, il abandonne ses études et s'installe chez sa grand-mère à Paris. Il écrit à sa mère pour la rassurer (lettre d'avril 1928) et à son père pour établir un 'code de bonne conduite'. Dans une autre lettre à son père de juin 1928, il éprouve le besoin de faire, à mots couverts, une mise au point, refusant normes sociales et conventions telles que son père les personnifie. Sa famille est assez traditionnelle, catholique et patriarcale, une mère effacée « se modelant » sur son mari : tout ce que Roger veut désormais rejeter avec force.
Quand sa sœur lui parle de vie mystique, il lui répond : « Réfléchis-y bien, mais ne sois pas médiocre. » Elle dira de lui : « Tout Roger est là dans ce refus de la médiocrité, de la nécessité de s'engager à fond pour ce qu'il a délibérément et mûrement choisi. » L'ambiance du journal où il travaille ne lui plaît guère et au printemps 1930, il est hospitalisé pour un phlegmon au bras consécutif à une piqûre de morphine infectée. Ceci n'améliore pas ses rapports avec son père. Le rapport à l'argent aussi les sépare : Roger, étranger à l'idée de faire des économies, est toujours en demande d'argent. C'est pire après son mariage avec André Blavette, qu'il avait rencontrée dans une boîte de nuit. « C'était une bonne fille… gentille, affectueuse, le cœur sur la main, concède Geneviève, mais dans notre milieu, elle passait mal et gaffait souvent. » Ils menaient une vie décousue, dissolue, Roger disant un jour à Antibes à ses parents : « Nous sortons la nuit et dormons le jour. »
Selon sa sœur, il avait des tendances cyclothymiques, tantôt imputant sa fatigue à la drogue, tantôt euphorique, disant avoir trouvé l'équilibre et le bonheur. À la mort de leur père en 1943, Roger se réjouit qu'il soit mort lucidement  car « pour nous, savoir mourir, c'était savoir mourir lucidement », précise Geneviève. Elle parle d'une « névrose naissante » de Roger à l'égard de sa mère, « un lien à la fois désiré et refusé, d'où le malaise, la culpabilité », traduit Max Chaleil, qui apparaît dans la dédicace de son roman Drôle de jeu : « À ma mère, ce livre qu'elle n'aimera sans doute pas (mais on ne choisit ni son fils, ni son inspiration). »

## Édition et bibliographie
- Lettres à sa famille, éditions Gallimard, Paris, 315 p, 1972, préface et notes de Max Chaleil
- Un jeune homme seul
- Le Regard froid, recueil d'essais, éditions Bernard Grasset, 1998
- Sur sa période 'surréaliste', voir :
  - Correspondance 1915-1928, René Daumal, éditions Gallimard,  (ISBN 2-07-072661-4) (BNF 36657037);
  - Correspondance, Roger Gilbert-Lecomte, dont lettres à Roger Vailland, préface et notes de Pierre Minet, collection blanche, Éditions Gallimard, 1971,  (ISBN 207027781X)
  - Roger Vailland et le Grand Jeu, Michel Picard, revue d'histoire littéraire de la France, 1979
  - Vie et mort des 'simplistes', Pierre Minet, article dans Entretiens, Roger Vailland